# Вецумская волость
Вецумская волость (латыш. Vecumu pagasts) — одна из 19 волостей Балвского края. Волостным центром является село Барисова (латыш. Barisova), расположенное в 1,5—2 км к северо-востоку от краевого центра, города Виляка.
На востоке и юго-востоке волость граничит с Линовской и Носовской волостями Пыталовского района Псковской области России.
До 2021 года была в составе Вилякского края. В результате новой административно-территориальной реформы Вилякский край был упразднён, а Вецумская волость была включена в Балвский край.

## Население
Крупнейшими населёнными пунктами волости являются сёла Барисова и Вецуми.
По данным переписи населения Латвии 2011 года, из 551 жителя Вецумской волости латыши составили  88,38 % (487 чел.), русские —  10,53 % (58 чел.). На начало 2015 года население волости составляет 509 постоянных жителей.